# Andrzej Iszczak
Andrzej Iszczak (ukr. Андрій Іщак, ur. 23 września 1887 w Mikołajowie, zm. 26 czerwca 1941 w Sychowie, ob. osiedle Lwowa) – duchowny greckokatolicki, błogosławiony Kościoła katolickiego.
Ukończył gimnazjum w Stryju, następnie – studia teologiczne na uniwersytetach we Lwowie i Innsbrucku. Święcenia kapłańskie i tytuł doktora teologii otrzymał w 1914 roku. Wykładowca Greckokatolickiej Akademii Teologicznej od 1928 roku. Kontynuował działalność duszpasterską także po agresji bolszewickiej. Aresztowany w czerwcu 1941 roku i rozstrzelany bez wyroku przez wycofujące się wojska sowieckie.
Beatyfikowany 27 czerwca 2001 roku we Lwowie w grupie 27 nowomęczenników greckokatolickich przez papieża Jana Pawła II.